# Rotula
- Commons
- Wikispecies

Rotula é um gênero de plantas pertencente à família Boraginaceae.